# Adventure Racing
Adventure Racing (auch Expeditionsrennen genannt) ist typischerweise ein multidisziplinärer Teamsport, der die Navigation über eine unmarkierte Wildnisstrecke beinhaltet. Die Rennen können zwischen zwei Stunden bis zu zwei Wochen lang dauern. Die Hauptdisziplinen im Adventure Racing sind Trekking, Mountainbiking und Paddeln, wobei auch eine Vielzahl anderer Disziplinen wie Klettern, Abseilen, Pferdereiten, Skifahren und Wildwasser Rafting erfordert werden können.
Die Teams variieren in der Regel in Geschlecht und Größe von zwei bis fünf Teilnehmern, aber das Hauptformat sind gemischt-geschlechtliche Teams aus vier Sportlern. Unabhängig von der Länge des Wettkampfes wird die Uhr während der Rennen in der Regel nicht angehalten; verstrichene Wettkampfzeit läuft parallel zur Echtzeit, und die Teilnehmer müssen entscheiden, ob oder wann sie sich ausruhen.

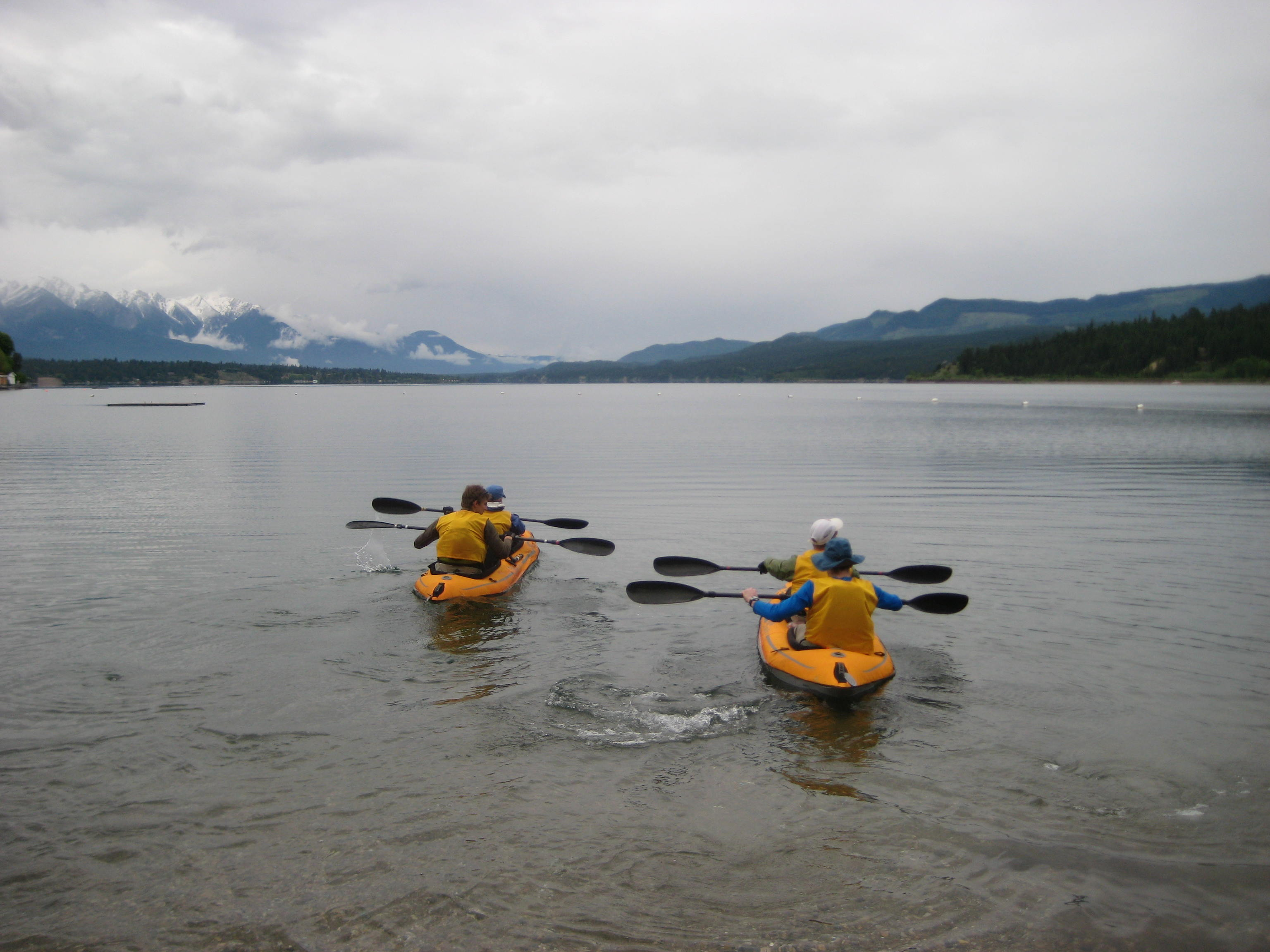
Das Team Wild Rose im Aufbruch zur Paddelstrecke bei Full Moon im Juni 2009, Panorama Mountain Village

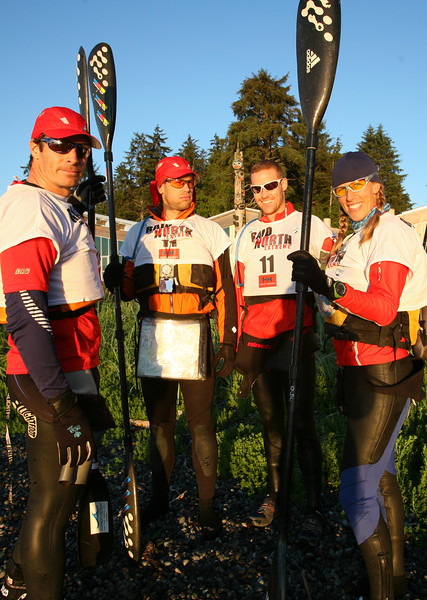
Team Intrepid Travel an der Startlinie des Rennens Raid the North Extreme 2007

## Ursprung
Die Wurzeln des Adventure Racing liegen tief und sind zum Teil umstritten. Einige weisen auf den zweitägigen Karrimor International Mountain Marathon hin, der erstmals 1968 stattfand. Dieser erforderte Teams von zwei Personen, die die doppelte Strecke eines Marathons durch bergiges Gelände laufen mussten, während sie alle benötigten Vorräte mit sich führten.
Im Jahr 1980 fand daraufhin der Alpine Ironman in Neuseeland statt, bei denen einzelne Teilnehmer eine Strecke durch Rennen, Paddeln und Skifahren zurücklegen mussten. Später in diesem Jahr startete der Schöpfer des Alpine Ironman, Robin Judkins, das besser bekannte Coast to Coast Rennen.
Unabhängig davon startete 1982 das erste mehrtägige Abenteuerrennen in Nordamerika, das sogenannte Alaska Mountain Wilderness Classic. Es beinhaltete Wildnis-Trails – keine Straßen, kein Versorgungspaket und kein Unterstützungsteam, das Lebensmittel und Ausrüstung von Anfang bis Ende transportierte – und weniger als 50 seiner 150-Meilen-Länge auf einem Trail. Das Rennen wird bis heute fortgesetzt und wechselt alle drei Jahre die Strecken.

## Modernes Abenteuerrennen
1989 kam die moderne Ära des Abenteuerrennsports mit Gerald Fusil, der die Raid Gauloises in Neuseeland startete. Inspiriert von der Paris-Dakar Rallye plante Fusil ein erweitertes Rennen im Expeditionsstil, bei dem sich die Teilnehmer auf ihre eigene Stärke und Fähigkeit verlassen sollten, großes und herausforderndes Gelände zu durchqueren. Das Rennen enthielt alle modernen Elemente des Abenteuerrennsports, darunter auch gemischt-geschlechtliche Teams, die in einem mehrtägigen 400-Meilen-Rennen gegeneinander antraten. Basierend auf Fusils Konzept wurde 1991 die erste Southern Traverse veranstaltet.
In den frühen 1990er Jahren las Mark Burnett einen Los Angeles Times Artikel über Raid Gauloises und wurde dazu inspiriert, zu konkurrieren und das Rennen in die USA zu bringen und es als ein wichtiges Fernsehsportereignis zu fördern. Nachdem er die Rechte von Gerald Fusil erworben hatte, startete Burnett 1995 das erste „Eco-Challenge-Rennen“. Mit der Eco-Challenge kam auch der Name „Adventure Race“ auf, eine von dem Journalisten und Autor Martin Dugard geprägte Phrase, um die Klasse von Rennen zu beschreiben, die von Raid und Eco-Challenge verkörpert werden.

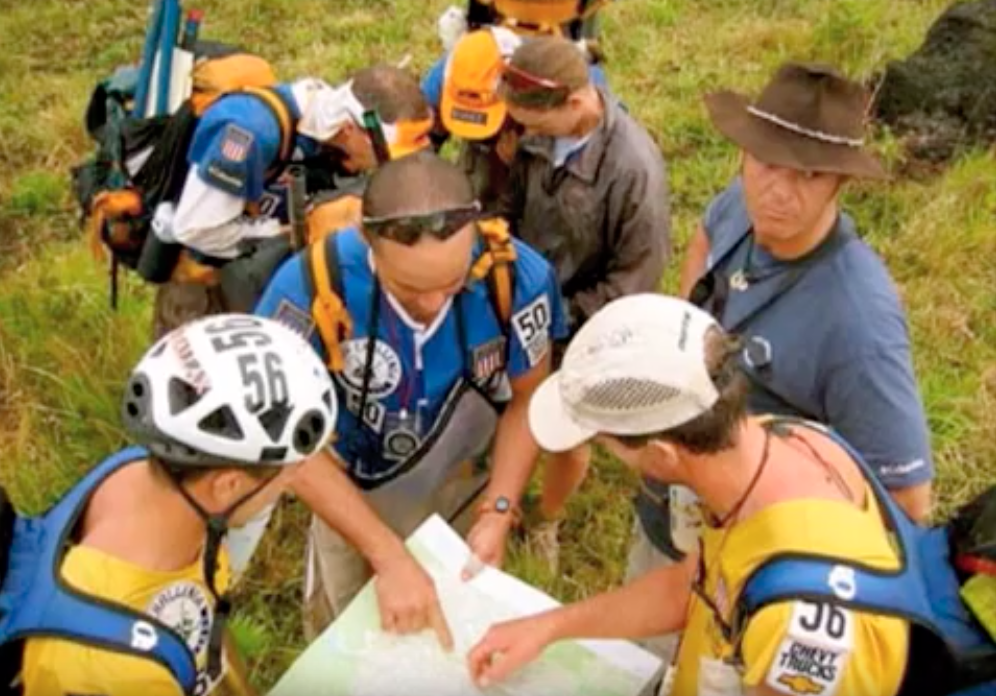
Ian Adamson und Mark Burnett bei der Eco-Challenge Fiji 2002

Die United States Adventure Racing Association „USARA“ wurde 1998 gegründet. Die USARA war das erste nationale Regierungsgremium für den Adventure Racing-Sport und entstand aus der Notwendigkeit von Sicherheitsstandards, Versicherungen und der Förderung des Wachstums von Adventure Racing in den Vereinigten Staaten. Die USARA erweiterte den Sport zudem um nationale Rankings, eine nationale Meisterschaft und Umweltstandards
Im Jahr 2000 wurde die erste USARA Adventure Race National Championship in Kalifornien Kernville ausgetragen. Sie gilt als das erste Abenteuerrennen in den USA und wird jedes Jahr fortgesetzt, um die besten US-Teams für eine Chance auf den Titel des nationalen Meisters zu gewinnen. Der National Points Series Champion wird ebenfalls bei der National Championship verliehen.
Im Jahr 2001 fanden die ersten Weltmeisterschaften in der Schweiz statt, wobei das Team Nokia Adventure als erstes die Ziellinie überquerte. Das Konzept einer Weltmeisterschaft ruhte, bis es 2004 wiederbelebt wurde, als Kanadas Raid the North Extreme als Adventure Racing Weltmeisterschaft in Neufundland und Labrador diente. Die Adventure Racing World Series und die AR World Championships wurden seither jedes Jahr abgehalten. Die 2013 World Championships fanden in Costa Rica, 2014 in Ecuador, 2015 in Brasilien, 2016 in Australien, 2017 in den Vereinigten Staaten und 2018 auf der Insel Réunion statt.

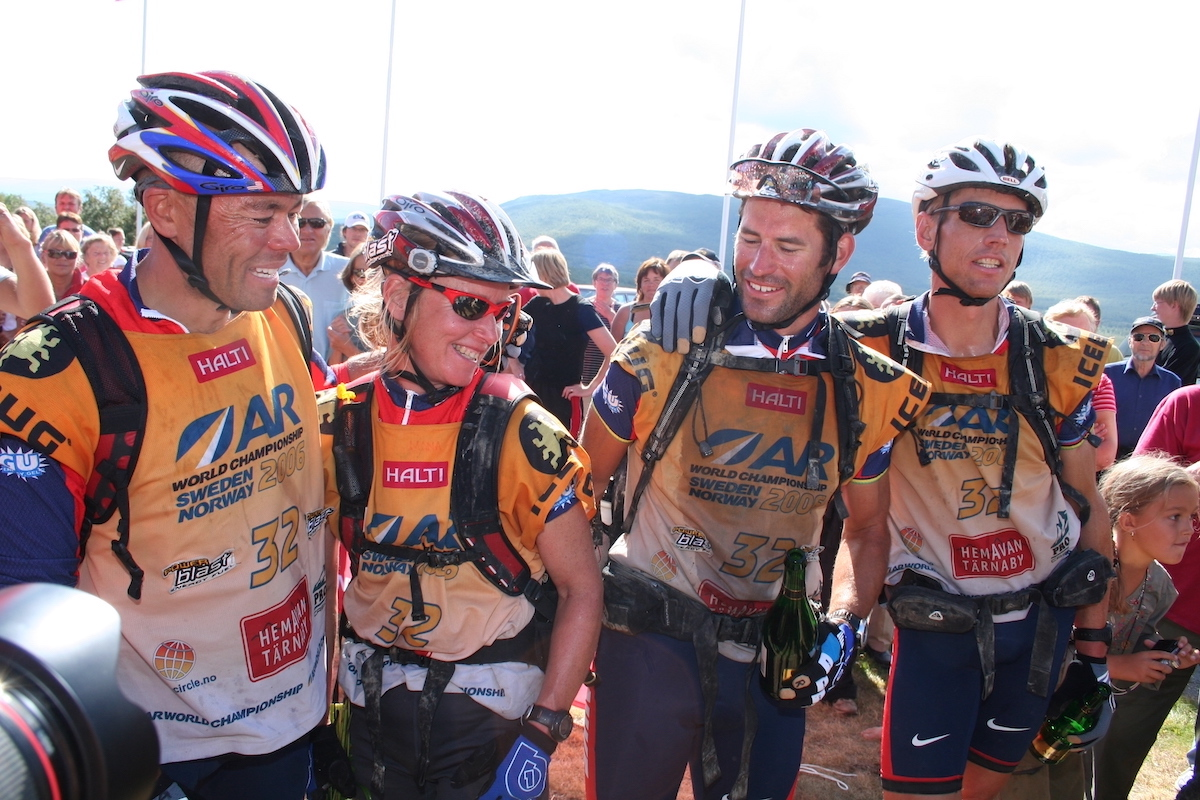
Die Adventure Race World Champions 2006 Ian Adamson, Monique Merrill, Richard Ussher und Dave Wiens

Im Jahr 2004 organisierte der professionelle Geologe Stjepan Pavicic das erste Patagonian Expedition Race an der Spitze des amerikanischen Kontinents, in der chilenischen Tierra del Fuego. Die anspruchsvollen Strecken durch unwegsames Gelände von oft mehr als 600 km machten es als „das letzte wilde Rennen“ bekannt.
Im Jahr 2010 wurde die Deutsche Adventure Race Series zum ersten Mal an drei verschiedenen Orten in ganz Deutschland ausgetragen. Seitdem ist die Popularität des Sports in Deutschland jedes Jahr gewachsen. Weitere Rennen und Veranstaltungsorte haben sich der Serie angeschlossen und die Zahl der Teilnehmer wächst immer noch von Jahr zu Jahr.
Im Jahr 2010 wurde in Australien die Adventure Junkie company ins Leben gerufen. Sie bildete eine Startbewegung, um den Sport des Adventure Racing in Australien zu fördern und zu erweitern. Sie starteten eine Reihe von kurzen Sprintrennen und längeren expeditionsspezifischen Veranstaltungen bis hin zu 48-Stunden-Events.
Im Jahr 2012 organisierte Commander Forer von der Royal Navy das erste Wasser-Land-Navigation Disziplinenrennen Solent Amphibious Challenge. Das Rennen verlangte von den Teilnehmern, dass sie sich zwischen Segeln, Laufen und Radfahren in Teilen des Rennen aufteilten und schließlich gemeinsam die Yacht bis zur Ziellinie segelten.
Im Juni 2018 kündigte dann das Team hinter Eco-Challenge an, dass es 2019 mit Bear Grylls und dem ursprünglichen Produktionsteam wieder starten würde.
Im Dezember desselben Jahres wurde Warrior Adventure Racing in den USA gegründet, das mittlerweile zu den größten Veranstaltungsgruppen der Welt zählt und Abenteuerrennen wie das berühmte „Sea to Sea Expedition Race“ durch Florida, die Expedition Alaska oder die Expedition Colorado ausrichtet.

## Wettkampfarten
- 12-Stunden-Rennen: ein sechs- bis zwölfstündiges Rennen mit begrenzter Navigation und Orientierung.
- 24-Stunden-Rennen: Ein Rennen, das zwischen 18 und 30+ Stunden dauert und typischerweise UTM-basierte Navigation beinhaltet. Häufig sind grundlegende Seilarbeiten (z. B. Querungen oder Abseilen) erforderlich. 24-Stunden-Rennen und längere Rennen erfordern, dass die Rennveranstalter oder eine Hilfscrew Ausrüstungen für die Teilnehmer an festen Checkpoints ablegen
- Expedition: Ein drei- bis elftägiges Rennen, das alle Herausforderungen eines Mehrtagesrennens beinhaltet, aber oft mit zusätzlichen Disziplinen (z. B. Horseback Riding, ungewöhnliche Paddelereignisse, extensives Mountaineering und Seilarbeit).
- Sprint: Typischerweise ein zwei- bis sechsstündiger Wettkampf mit minimaler Navigation und gelegentlich mit Spielen oder speziellen Geschicklichkeits- oder Lauftests.
- Staged Multi-day: Meist 2–5 Tage unterschiedlicher Länge, bei denen jede Nacht die Rennzeit gestoppt wird, sodass sich die Teilnehmer erholen und schlafen können.

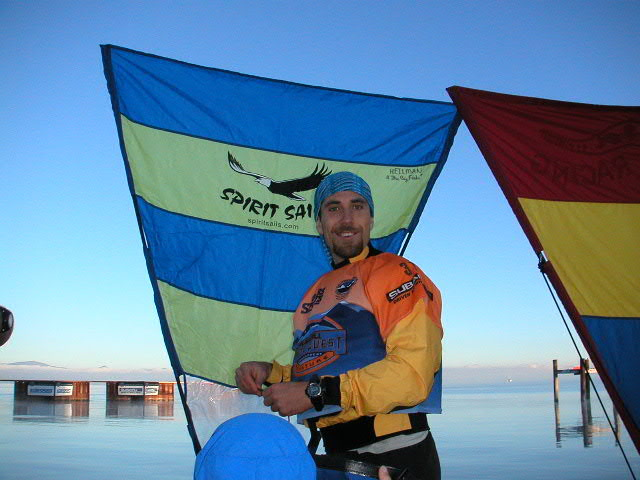
Start des Kajakrennens bei Primal Quest 2003

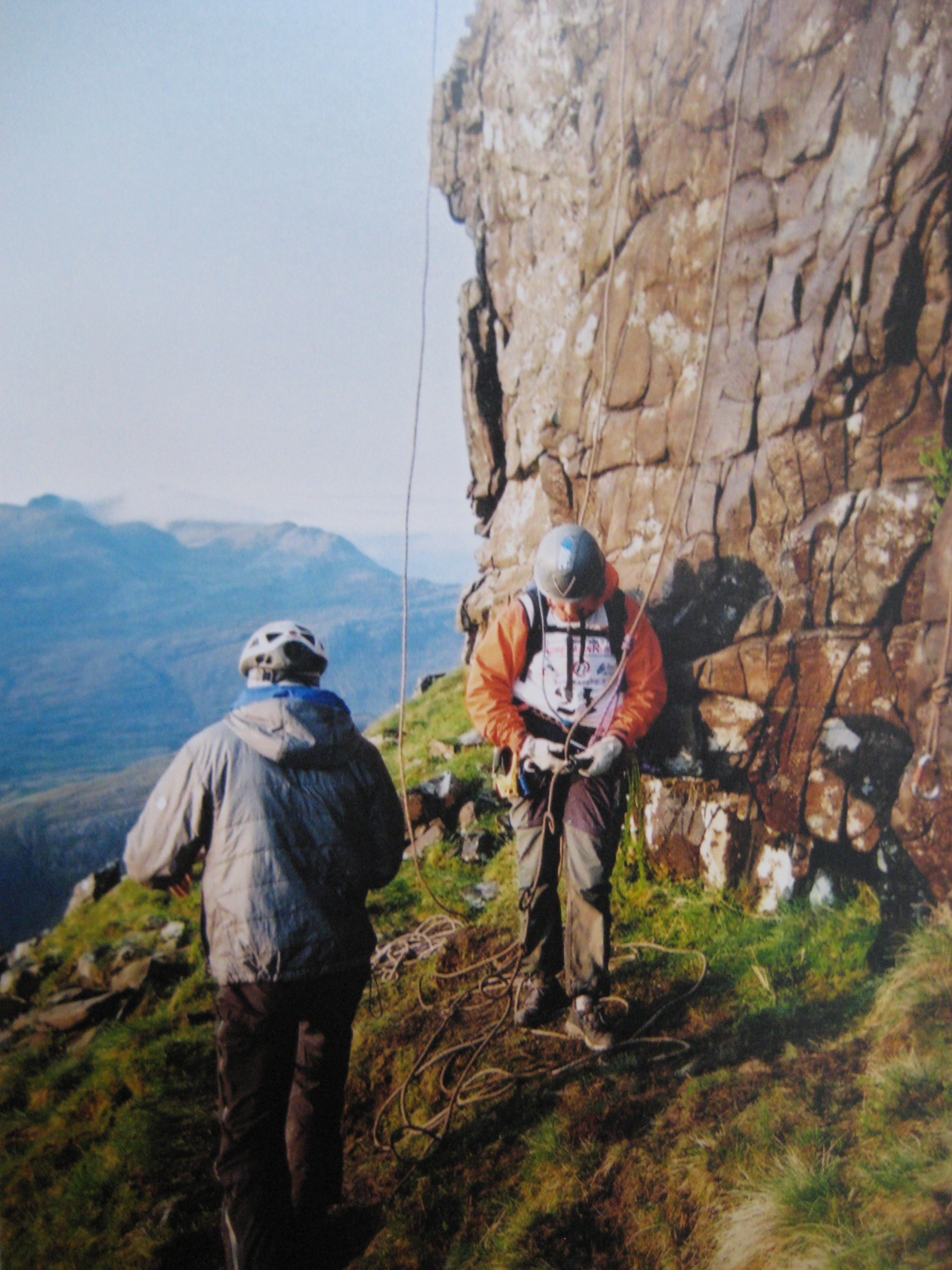
Vorbereitung für den Kletterteil des Adventure Race Adrenaline Rush in Schottland

Bei allen Adventure Races muss eine Mischung verschiedener Disziplinen bestritten werden. Darunter zählen Trailrunning, Mountain Biking, Paddeln (meist im Kajak oder Kanu), Navigation und Klettern, aber auch außergewöhnlichere Disziplinen wie das Reiten von Pferden oder Kamelen, Gleitschirmfliegen, Caving, Schwimmen, Canyoning, Hydrospeed, Rafting und Roller Skating.